# Nessorhamphus ingolfianus
Nessorhamphus ingolfianus é uma espécie de peixe pertencente à família Derichthyidae.
A autoridade científica da espécie é Schmidt, tendo sido descrita no ano de 1912.

## Portugal
Encontra-se presente em Portugal, onde é uma espécie nativa.

## Descrição
Trata-se de uma espécie marinha. Atinge os 29,1 cm de comprimento total, com base de indivíduos de sexo indeterminado.